# Falgina
De Falgina zijn een subtribus van vlinders in de familie van de dikkopjes (Hesperiidae). 

## Geslachten
- Barrolla Grishin, 2019
- Falga Mabille, 1898
- Flaccilla Godman, 1901
- Justinia Evans, 1955
- Methion Godman, 1900
- Methionopsis Godman, 1901
- Miltomiges Mabille, 1903
- Mnasinous Godman, 1900
- Propapias O. Mielke, 1992
- Synapte Mabille, 1904
- Thargella Godman, 1900
- Turesis Godman, 1901